# Mount Everests sydtopp
Mount Everests sydtopp är en sydtopp till världens högst belägna topp på Mount Everest och den näst högsta på jorden. Den ligger 8 749 meter över havet vilket är högre än toppen på jordens näst högsta berg K2, men eftersom dess relativa höjd, primärfaktorn, bara är elva meter anses den inte vara ett eget berg.
Sydtoppen är kupolformad av snö och is och ligger 130 meter från huvudtoppen. De båda topparna sammanbinds med klättervägarna Cornice Traverse och Hilary Step. Den bestegs första gången 26 maj 1953 av Charles Evans och Tom Bourdillon under den brittiska expedition som sedermera blev först att bestiga Mount Everest. Det lyckade toppförsöket gjordes tre dagar senare av  Edmund Hillary och Tenzing Norgay som också använde sig av sydtoppen på vägen upp.
Att klättra via sydtoppen är den vanligaste vägen till toppen av Mount Everest, och där är det brukligt att skifta till nya syrgasflaskor inför den avslutande delen av bestigningen. Cornice Traverse är en smal 125 meter lång bergskam av delvis lös sten och snö. Den stupar flera kilometer på var sida och är den mest skrämmande etappen vid bestigning av Mount Everest via sydtoppen. Nästa hinder är Hillary Step som är ett tolvmeters isbeklätt utsprång som måste passeras innan de sista lindrigare sluttningarna till toppen.